# 三輪一雄 (イラストレーター)
三輪 一雄（みわ かずお、1959年3月18日 - ）は、日本のイラストレーター・絵本作家。大阪府出身。
東京造形大学絵画科卒業後、広告代理店のデザイナーを経てフリーのイラストレーターに。日本イラストレーション展（JACA）準入選、日本イラストレーション展（JACA）入選。

## 著作
- 1998年 『アンモナイトは“神の石”』（講談社ブルーバックス）
- 2002年 『石の中のうずまきアンモナイト』（福音館書店 / たくさんのふしぎ）
- 2004年 『マイマイおじさんのカタツムリ日記』（福音館書店 / おおきなポケット）
- 2004年 『ガンバレ!!まけるな!!ナメクジくん』（偕成社）
- 2005年 『イボイボガエル　ヒキガエル』（偕成社）
- 2006年 『のんびりオウムガイとせっかちアンモナイト』（偕成社）
- 2008年 『ぐるぐるうずまき』（偕成社）
- 2008年 『なっとうくん西へ行く』（PHP研究所）
- 2009年 『しおだまり / さわってごらん いそのいきもの』（福音館書店 / かがくのとも）※絵のみ

## イラストレーション
- 幕内秀夫『子どもが野菜嫌いで何が悪い！』2010年、バジリコ - 装画